# Sandy Wilson
Sandy Wilson, nato Alexander Galbraith Wilson, (Sale, 19 maggio 1924 – Taunton, 27 agosto 2014), è stato un compositore e paroliere britannico conosciuto soprattutto come autore del musical The Boy Friend.

## Biografia
Sandy Wilson è nato a Sale (Grande Manchester). Studiò all'Harrow School e all'Oriel College di Oxford. Durante la guerra, fece parte dei Royal Ordnance Corps, attivo in Gran Bretagna, Egitto e Iraq. Ai tempi dell'università, cominciò a scrivere testi per il teatro.
Nel 1953, compose e scrisse il testo di quello che sarebbe diventato il suo più grande successo, The Boy Friend, musical che venne prodotto per il Wyndhams Theatre nel gennaio 1954. Messo in scena a Broadway, la commedia vide l'esordio di una giovane Julie Andrews nel ruolo di Polly Brown.

## Spettacoli teatrali
- The Boy Friend (Broadway, 30 settembre 1954)
- The Boy Friend (Broadway, 14 aprile 1970)
- The American Dance Machine (Broadway, 14 giugno 1978)

## Filmografia
- Il boy friend (The Boy Friend), regia di Ken Russell (1971)